# Eishockey-Weltmeisterschaft der U20-Junioren 2013
Die 37. Eishockey-Weltmeisterschaften der U20-Junioren der Internationalen Eishockey-Föderation IIHF waren die Eishockey-Weltmeisterschaften des Jahres 2013 in der Altersklasse der Unter-Zwanzigjährigen (U20). Insgesamt nehmen zwischen dem 9. Dezember 2012 und 20. Januar 2013 40 Nationalmannschaften an den sechs Turnieren der Top-Division sowie der Divisionen I bis III teil.
Der Weltmeister wurde zum dritten Mal die Mannschaft der Vereinigten Staaten, die im Finale Schweden mit 3:1 bezwingen konnte. Der deutschen Mannschaft gelang durch den dritten Rang in der Abstiegsrunde und das Erreichen des neunten Platzes der Klassenerhalt in der Top-Division, die Schweiz belegte den sechsten Platz in der Top-Division und verbesserte sich im Vergleich zum Vorjahr um zwei Ränge. Österreich wurde Fünfter in der Gruppe A der Division I und konnte somit den Abstieg in die B-Gruppe gerade noch vermeiden.

## Teilnehmer, Austragungsorte und -zeiträume
- Top-Division: 26. Dezember 2012 bis 5. Januar 2013 in Ufa, Russland
Teilnehmer:   Deutschland (Aufsteiger),  Finnland,  Kanada,  Lettland,  Russland,  Schweden (Titelverteidiger),  Schweiz,  Slowakei,  Tschechien,  USA

- Division I
  - Gruppe A: 9. bis 15. Dezember 2012 in Amiens, Frankreich
Teilnehmer:  Belarus,  Dänemark (Absteiger),  Frankreich (Aufsteiger),  Norwegen,  Österreich,  Slowenien
  - Gruppe B: 10. bis 16. Dezember 2012 in Donezk, Ukraine
Teilnehmer:  Großbritannien (Absteiger),  Italien,  Kasachstan,  Kroatien,  Polen,  Ukraine (Aufsteiger)

- Division II
  - Gruppe A: 9. bis 15. Dezember 2012 in Brașov, Rumänien
Teilnehmer:  Japan (Absteiger),  Litauen,  Niederlande,  Rumänien (Aufsteiger),  Spanien,  Ungarn
  - Gruppe B: 12. bis 18. Januar 2013 in Belgrad, Serbien
Teilnehmer:  Australien,  Belgien,  Estland,  Island (Aufsteiger),  Serbien,  Südkorea (Absteiger)

- Division III: 14. bis 20. Januar 2013 in Sofia, Bulgarien
Teilnehmer:  Bulgarien,  Volksrepublik China,  Mexiko (Absteiger),  Neuseeland,  Türkei,  Vereinigte Arabische Emirate (Neuling)

## Modus
Die Eishockey-Weltmeisterschaft wird in insgesamt sechs Divisionen mit unterschiedlicher Teilnehmerstärke ausgespielt. Die Top-Division spielt mit zehn Mannschaften, die Divisionen I und II mit zwölf und die Division III mit sechs Teilnehmern.
In den Divisionen I und II werden die jeweils zwölf Mannschaften in je zwei Gruppen zu sechs Teams aufgeteilt. Die Division III wird in einer Gruppe mit sechs Mannschaften ausgetragen, wobei je nach Anzahl der gemeldeten Teilnehmer eine optionale Qualifikation veranstaltet wird.
Aus der Top-Division steigt nur der Letztplatzierte der Relegationsrunde in die Division I A ab. Aus selbiger steigt nur der Erstplatzierte zum nächsten Jahr in die Top-Division auf, während der Sechstplatzierte in die Division I B absteigt. Im Gegenzug steigt der Gewinner der Division I B in die Division I A auf. Aus der Division I B steigt ebenfalls der Letzte in die Division II A ab. Die Aufstiegsregelung der Division I B mit einem Auf- und Absteiger gilt genauso für die Division II A und II B.  Einen direkten Absteiger aus der Division III gibt es in diesem Sinne nicht. In Abhängigkeit von einer möglichen Qualifikation zur Division III müssen die zwei letztplatzierten Teams der Division III des Vorjahres mit den neu gemeldeten Nationalmannschaften in der Qualifikation antreten, um die dann zwei freien Plätze auszuspielen.

## Top-Division
Die U20-Weltmeisterschaft wurde vom 26. Dezember 2012 bis zum 5. Januar 2013 in der russischen Stadt Ufa ausgetragen. Gespielt wurde in der Ufa Arena (8.250 Plätze) sowie im Sportpalast Salawat Julajew mit 4.043 Plätzen. Insgesamt besuchten 110.175 Zuschauer die 31 Turnierspiele, was einem Schnitt von 3.554 pro Partie entspricht.
Am Turnier nahmen zehn Nationalmannschaften teil, die in zwei Gruppen zu je fünf Teams spielten. Dabei setzen sich die beiden Gruppen nach den Platzierungen der Nationalmannschaften bei der Weltmeisterschaft 2012 nach folgendem Schlüssel zusammen:
| Gruppe A (Sportpalast) | Gruppe B (Ufa-Arena) |
| Schweden (1)           | Russland (2)         |
| Finnland (4)           | Kanada (3)           |
| Tschechien (5)         | Slowakei (6)         |
| Schweiz (8)            | USA (7)              |
| Lettland (9)           | Deutschland (11)     |

Die U20-Auswahl der Vereinigten Staaten besiegte den Titelverteidiger Schweden mit 3:1 im Finale des Turniers und gewann damit den dritten U20-Weltmeistertitel, zuletzt hatten die USA 2010 triumphiert. Die russische Juniorennationalmannschaft gewann das Spiel um Platz 3 mit 6:5 nach Verlängerung, so dass die kanadische Vertretung das erste Mal seit 1998 ohne Medaille blieb. Lettland stieg als Letzter der Abstiegsrunde in die Division IA ab, während Norwegen beim Turnier 2014 in der Top-Division spielen wird.
Bei den individuellen Auszeichnungen war der US-Amerikaner John Gibson der große Gewinner. Neben der Wahl ins All-Star-Team des Turniers wurde er zum wertvollsten Spieler und besten Torwart ernannt. Unter den Feldspielern zeichnete sich Ryan Nugent-Hopkins als Topscorer und bester Stürmer aus, während Jacob Trouba die Trophäe des besten Verteidigers erhielt.

### Modus
Nach den Gruppenspielen – jede Mannschaft bestritt vier davon – der Vorrunde qualifizierten sich die beiden Gruppenersten direkt für das Halbfinale. Die Gruppenzweiten und -dritten bestritten je ein Qualifikationsspiel zur Halbfinalteilnahme. Die Vierten und Fünften der Gruppenspiele bestritten – bei Mitnahme des Ergebnisses der direkten Begegnung aus der Vorrunde – die Abstiegsrunde und ermittelten dabei einen Absteiger in die Division IA.

### Austragungsorte
| \| Ufa \|                            |
| Austragungsort der Weltmeisterschaft |
| Ufa                                  |

| Ufa |

### Vorrunde

#### Gruppe A
| 26. Dezember 2012 13:30 Uhr (Ortszeit) | 26. Dezember 2012 8:30 Uhr (MEZ) | Lettland N. Jeļisejevs (8:25) | 1:5 (1:3, 0:2, 0:0) Spielbericht | Finnland A. Lehkonen (1:54) M. Aaltonen (12:23) M. Aaltonen (15:27) M. Granlund (33:02) R. Ristolainen (39:18) | Sportpalast Salawat Julajew, Ufa Zuschauer: 1.457 |

| 26. Dezember 2012 18:00 Uhr | 26. Dezember 2012 13:00 Uhr | Tschechien L. Sedlák (59:54) | 1:4 (0:2, 0:1, 1:1) Spielbericht | Schweden S. Collberg (2:16) E. Lindholm (3:48) F. Sandberg (23:03) F. Forsberg (52:07) | Sportpalast Salawat Julajew, Ufa Zuschauer: 1.921 |

| 27. Dezember 2012 18:00 Uhr | 27. Dezember 2012 13:00 Uhr | Schweiz C. Bertschy (14:14) M. Kunzle (18:27) L. Balmelli (21:07) S. Andrighetto (31:39) S. Zangger (34:08) M. Kunzle (53:04) A. Bertaggia (57:33) | 7:2 (2:1, 3:1, 2:0) Spielbericht | Lettland N. Jeļisejevs (2:45) A. Ševčenko (23:36) | Sportpalast Salawat Julajew, Ufa Zuschauer: 1.135 |

| 28. Dezember 2012 13:30 Uhr | 28. Dezember 2012 8:30 Uhr | Finnland T. Teräväinen (22:29) | 1:3 (0:2, 1:0, 0:1) Spielbericht | Tschechien T. Hyka (14:17) M. Hrbas (16:34) D. Jaškin (59:56) | Sportpalast Salawat Julajew, Ufa Zuschauer: 2.543 |

| 28. Dezember 2012 18:00 Uhr | 28. Dezember 2012 13:00 Uhr | Schweden S. Collberg (30:32) E. Djuse (46:14) V. Rask (PS) | 3:2 n. P. (0:1, 1:1, 1:0, 0:0, 1:0) Spielbericht | Schweiz E. Antonietti (14:04) M. Kunzle (32:09) | Sportpalast Salawat Julajew, Ufa Zuschauer: 2.359 |

| 29. Dezember 2012 18:00 Uhr | 29. Dezember 2012 13:00 Uhr | Lettland T. Bļugers (23:50) | 1:5 (0:1, 1:1, 0:3) Spielbericht | Schweden E. Molin (19:10) S. Collberg (36:18) V. Arvidsson (49:21) V. Arvidsson (51:49) A. Wennberg (59:13) | Sportpalast Salawat Julajew, Ufa Zuschauer: 1.856 |

| 30. Dezember 2012 13:30 Uhr | 30. Dezember 2012 8:30 Uhr | Finnland M. Granlund (25:21) T. Teräväinen (30:59) T. Teräväinen (53:06) M. Granlund (58:20) M. Granlund (PS) | 5:4 n. P. (0:2, 2:0, 2:2, 0:0, 1:0) Spielbericht | Schweiz L. Martschini (13:01) S. Andrighetto (14:02) A. Bertaggia (41:08) D. Simion (51:30) | Sportpalast Salawat Julajew, Ufa Zuschauer: 2.354 |

| 30. Dezember 2012 18:00 Uhr | 30. Dezember 2012 13:00 Uhr | Tschechien P. Beránek (9:55) M. Frk (22:01) D. Jaškin (53:46) M. Frk (59:33) | 4:2 (1:1, 1:0, 2:1) Spielbericht | Lettland N. Jevpalovs (18:33) R. Lipsbergs (41:59) | Sportpalast Salawat Julajew, Ufa Zuschauer: 1.756 |

| 31. Dezember 2012 13:30 Uhr | 31. Dezember 2012 8:30 Uhr | Schweiz C. Marti (14:20) C. Bertschy (51:45) D. Simion (57:59) | 3:4 n. V. (1:1, 0:2, 2:0, 0:1) Spielbericht | Tschechien M. Beran (3:46) M. Svihalek (23:58) T. Hyka (26:46) T. Hertl (61:39) | Sportpalast Salawat Julajew, Ufa Zuschauer: 1.754 |

| 31. Dezember 2012 18:00 Uhr | 31. Dezember 2012 13:00 Uhr | Schweden A. Wennberg (6:16) R. Hägg (6:59) V. Rask (13:42) V. Arvidsson (36:03) F. Forsberg (36:47) E. Molin (58:38) V. Arvidsson (59:01) | 7:4 (3:1, 2:2, 2:1) Spielbericht | Finnland J. Armia (16:17) R. Ristolainen (21:26) J. Armia (23:55) V. Järveläinen (50:40) | Sportpalast Salawat Julajew, Ufa Zuschauer: 1.543 |

| Pl. |            | Sp | S | OTS | OTN | N | Tore  | Punkte |
| 1.  | Schweden   | 4  | 3 | 1   | 0   | 0 | 19:08 | 11     |
| 2.  | Tschechien | 4  | 2 | 1   | 0   | 1 | 12:10 | 8      |
| 3.  | Schweiz    | 4  | 1 | 0   | 3   | 0 | 16:14 | 6      |
| 4.  | Finnland   | 4  | 1 | 1   | 0   | 2 | 15:15 | 5      |
| 5.  | Lettland   | 4  | 0 | 0   | 0   | 4 | 06:21 | 0      |

Abkürzungen: Pl. = Platz, Sp = Spiele, S = Siege, OTS = Siege nach Verlängerung (Overtime) oder Penaltyschießen, OTN = Niederlagen nach Verlängerung oder Penaltyschießen, N = Niederlagen

Erläuterungen: Halbfinalqualifikant, Viertelfinalqualifikant, Abstiegsrundenqualifikant

#### Gruppe B
| 26. Dezember 2012 15:30 Uhr (Ortszeit) | 26. Dezember 2012 10:30 Uhr (MEZ) | Deutschland T. Rieder (19:29) L. Pföderl (36:22) N. Latta (38:14) | 3:9 (1:2, 2:5, 0:2) Spielbericht | Kanada X. Ouellet (3:02) R. Nugent-Hopkins (9:36) M. Scheifele (22:18) J. Huberdeau (24:24) T. Rattie (32:22) R. Strome (33:48) M. Scheifele (39:58) J. Drouin (44:46) T. Wotherspoon (57:03) | Ufa-Arena, Ufa Zuschauer: 3.618 |

| 26. Dezember 2012 20:00 Uhr | 26. Dezember 2012 15:00 Uhr | Slowakei M. Matis (34:13) R. Mráz (59:24) | 2:3 n. V. (0:1, 1:1, 1:0, 0:1) Spielbericht | Russland N. Kutscherow (14:04) A. Chochlatschow (28:28) A. Jarullin (64:50) | Ufa-Arena, Ufa Zuschauer: 6.221 |

| 27. Dezember 2012 20:00 Uhr | 27. Dezember 2012 15:00 Uhr | USA S. Kuraly (0:19) J. Trouba (8:30) A. Galchenyuk (9:54) R. Barber (20:14) S. Gostisbehere (26:33) R. Hartman (27:55) J. T. Miller (48:36) S. Jones (50:32) | 8:0 (3:0, 3:0, 2:0) Spielbericht | Deutschland | Ufa-Arena, Ufa Zuschauer: 1.378 |

| 28. Dezember 2012 15:30 Uhr | 28. Dezember 2012 10:30 Uhr | Kanada R. Strome (22:16) M. Rielly (31:42) T. Rattie (35:18) M. Scheifele (39:01) R. Nugent-Hopkins (43:32) R. Strome (47:05) | 6:3 (0:2, 4:1, 2:0) Spielbericht | Slowakei M. Daňo (2:53) T. Mikúš (15:28) M. Daňo (30:35) | Ufa-Arena, Ufa Zuschauer: 2.818 |

| 28. Dezember 2012 20:00 Uhr | 28. Dezember 2012 15:00 Uhr | Russland A. Jarullin (2:42) W. Tkatschjow (44:10) | 2:1 (1:0, 0:1, 1:0) Spielbericht | USA J. Trouba (33:18) | Ufa-Arena, Ufa Zuschauer: 7.620 |

| 29. Dezember 2012 20:00 Uhr | 29. Dezember 2012 15:00 Uhr | Deutschland | 0:7 (0:3, 0:1, 0:3) Spielbericht | Russland N. Kutscherow (1:18) N. Jakupow (9:37) D. Scharkow (12:38) A. Jarullin (33:57) J. Kossow (42:43) J. Kossow (53:33) J. Kossow (58:05) | Ufa-Arena, Ufa Zuschauer: 7.025 |

| 30. Dezember 2012 15:30 Uhr | 30. Dezember 2012 10:30 Uhr | Kanada R. Nugent-Hopkins (7:13) R. Strome (14:44) | 2:1 (2:0, 0:0, 0:1) Spielbericht | USA J. Trouba (51:02) | Ufa-Arena, Ufa Zuschauer: 6.985 |

| 30. Dezember 2012 20:00 Uhr | 30. Dezember 2012 15:00 Uhr | Slowakei B. Mráz (44:02) P. Čerešňák (61:40) | 2:1 n. V. (0:0, 0:1, 1:0, 1:0) Spielbericht | Deutschland T. Rieder (33:56) | Ufa-Arena, Ufa Zuschauer: 1.578 |

| 31. Dezember 2012 16:00 Uhr | 31. Dezember 2012 11:00 Uhr | USA C. Bardreau (4:05) J. McCabe (5:10) J. Gaudreau (9:00) M. Reilly (11:46) J. Trouba (13:50) J. Gaudreau (24:55) V. Trocheck (26:16) V. Trocheck (30:00) A. Galchenyuk (56:16) | 9:3 (5:2, 3:0, 1:1) Spielbericht | Slowakei M. Matis (4:19) R. Mráz (18:35) M. Matis (49:21) | Ufa-Arena, Ufa Zuschauer: 2.160 |

| 31. Dezember 2012 20:00 Uhr | 31. Dezember 2012 15:00 Uhr | Russland N. Kutscherow (17:36) | 1:4 (1:2, 0:1, 0:1) Spielbericht | Kanada D. Hamilton (14:04) M. Scheifele (15:58) J. Drouin (26:31) J. Huberdeau (59:32) | Ufa-Arena, Ufa Zuschauer: 7.988 |

| Pl. |             | Sp | S | OTS | OTN | N | Tore  | Punkte |
| 1.  | Kanada      | 4  | 4 | 0   | 0   | 0 | 21:08 | 12     |
| 2.  | Russland    | 4  | 2 | 1   | 0   | 1 | 13:07 | 8      |
| 3.  | USA         | 4  | 2 | 0   | 0   | 2 | 19:07 | 6      |
| 4.  | Slowakei    | 4  | 0 | 1   | 1   | 2 | 10:19 | 3      |
| 5.  | Deutschland | 4  | 0 | 0   | 1   | 3 | 04:26 | 1      |

Abkürzungen: Pl. = Platz, Sp = Spiele, S = Siege, OTS = Siege nach Verlängerung (Overtime) oder Penaltyschießen, OTN = Niederlagen nach Verlängerung oder Penaltyschießen, N = Niederlagen

Erläuterungen: Halbfinalqualifikant, Viertelfinalqualifikant, Abstiegsrundenqualifikant

### Abstiegsrunde
| 2. Januar 2013 17:00 Uhr (Ortszeit) | 2. Januar 2013 12:00 Uhr (MEZ) | Finnland A. Lehkonen (16:12) M. Granlund (27:39) A. Barkov (34:48) M. Salomäki (40:21) V. Pokka (44:56) A. Barkov (56:27) V. Pokka (56:50) J. Armia (58:57) | 8:0 (1:0, 2:0, 5:0) Spielbericht | Deutschland | Sportpalast Salawat Julajew, Ufa Zuschauer: 1.308 |

| 3. Januar 2013 17:00 Uhr | 3. Januar 2013 12:00 Uhr | Slowakei A. Bíreš (14:03) T. Mikúš (30:54) M. Daňo (33:19) A. Bíreš (54:35) M. Daňo (59:47) | 5:3 (1:1, 2:0, 2:2) Spielbericht | Lettland K. Ozoliņš (1:26) Ņ. Jevpalovs (45:14) E. Kulda (50:22) | Sportpalast Salawat Julajew, Ufa Zuschauer: 1.457 |

| 4. Januar 2013 15:00 Uhr | 4. Januar 2013 10:00 Uhr | Deutschland T. Rieder (20:06) L. Draisaitl (30:30) C. Kretschmann (36:04) L. Draisaitl (45:36) S. Uvira (55:28) | 5:2 (0:1, 3:0, 2:1) Spielbericht | Lettland L. Rancevs (15:25) A. Kuzmenkovs (58:32) | Sportpalast Salawat Julajew, Ufa Zuschauer: 1.382 |

| 4. Januar 2013 19:00 Uhr | 2. Januar 2013 14:00 Uhr | Finnland V. Järveläinen (3:53) M. Salomäki (8:23) J. Armia (13:53) A. Barkov (21:14) J. Armia (22:54) J. Armia (23:26) M. Salomäki (37:47) A. Lehkonen (45:10) T. Teräväinen (47:48) T. Teräväinen (56:18) O. Määttä (58:18) | 11:4 (3:0, 4:3, 4:1) Spielbericht | Slowakei B. Mráz (28:03) R. Buri (33:49) A. Bíreš (34:19) A. Bíreš (44:29) | Sportpalast Salawat Julajew, Ufa Zuschauer: 1.352 |

| Pl. |             | Sp | S | OTS | OTN | N | Tore  | Punkte |
| 1.  | Finnland    | 3  | 3 | 0   | 0   | 0 | 24:05 | 9      |
| 2.  | Slowakei    | 3  | 1 | 1   | 0   | 1 | 11:15 | 5      |
| 3.  | Deutschland | 3  | 1 | 0   | 1   | 1 | 06:12 | 4      |
| 4.  | Lettland    | 3  | 0 | 0   | 0   | 3 | 06:15 | 0      |

Anmerkung: Die Vorrundenspiele  Slowakei –  Deutschland (2:1 n. V.) und  Finnland –  Lettland (5:1) sind in die Tabelle eingerechnet.

Abkürzungen: Pl. = Platz, Sp = Spiele, S = Siege, OTS = Siege nach Verlängerung (Overtime) oder Penaltyschießen, OTN = Niederlagen nach Verlängerung oder Penaltyschießen, N = Niederlagen

Erläuterungen: Absteiger in die Division IA

### Finalrunde
|  | Viertelfinale    | Viertelfinale | Viertelfinale |    |          | Halbfinale | Halbfinale | Halbfinale |    |        | Finale           | Finale           | Finale           |
|  |                  |               |               |    |          |            |            |            |    |        |                  |                  |                  |
|  |                  |               |               |    |          | A1         | Schweden   | 3          |    |        |                  |                  |                  |
|  | B2               | Russland      | 4             |    |          | B2         | Russland   | 2          |    |        |                  |                  |                  |
|  | A3               | Schweiz       | 3             |    |          |            |            |            |    | A1     | Schweden         | 1                |                  |
|  |                  |               |               |    | B3       | USA        | 3          |            |    |        |                  |                  |                  |
|  |                  |               |               | B1 | Kanada   | 1          |            |            |    |        |                  |                  |                  |
|  | A2               | Tschechien    | 0             |    |          | B3         | USA        | 5          |    |        | Spiel um Platz 3 | Spiel um Platz 3 | Spiel um Platz 3 |
|  | B3               | USA           | 7             |    |          |            |            |            | B1 | Kanada | 5                |                  |                  |
|  |                  |               |               | B2 | Russland | 6          |            |            |    |        |                  |                  |                  |
|  |                  |               |               |    |          |            |            |            |    |        |                  |                  |                  |
|  | Spiel um Platz 5 |               |               |    |          |            |            |            |    |        |                  |                  |                  |
|  | A2               | Tschechien    | 4             |    |          |            |            |            |    |        |                  |                  |                  |
|  | A3               | Schweiz       | 3             |    |          |            |            |            |    |        |                  |                  |                  |

#### Viertelfinale
| 2. Januar 2013 15:00 Uhr (Ortszeit) | 2. Januar 2013 10:00 Uhr (MEZ) | Tschechien | 0:7 (0:1, 0:5, 0:1) Spielbericht | USA J. Gaudreau (11:45) J. Gaudreau (20:28) R. Hartman (21:08) R. Barber (28:44) R. Barber (32:13) J. Gaudreau (39:47) J. T. Miller (44:08) | Ufa-Arena, Ufa Zuschauer: 3.247 |

| 2. Januar 2013 19:00 Uhr | 2. Januar 2013 14:00 Uhr | Russland A. Chochlatschow (6:07) M. Grigorenko (29:07) N. Kutscherow (58:21) N. Kutscherow (PS) | 4:3 n. P. (1:1, 1:1, 1:1, 0:0, 1:0) Spielbericht | Schweiz C. Bertschy (10:05) M. Ness (32:37) S. Andrighetto (48:57) | Ufa-Arena, Ufa Zuschauer: 7.530 |

#### Spiel um Platz 5
| 4. Januar 2013 19:00 Uhr | 4. Januar 2013 14:00 Uhr | Tschechien D. Jaškin (21:42) T. Hyka (37:22) M. Frk (38:53) T. Hertl (51:27) | 4:3 (0:1, 3:1, 1:1) Spielbericht | Schweiz L. Sieber (4:30) S. Andrighetto (38:39) S. Andrighetto (58:58) | Ufa-Arena, Ufa Zuschauer: 1.733 |

#### Halbfinale
| 3. Januar 2013 15:00 Uhr | 3. Januar 2013 10:00 Uhr | Kanada T. Rattie (44:03) | 1:5 (0:2, 0:2, 1:1) Spielbericht | USA J. McCabe (7:18) J. McCabe (16:02) J. Gaudreau (22:58) J. Vesey (32:44) J. Gaudreau (55:41) | Ufa-Arena, Ufa Zuschauer: 4.781 |

| 3. Januar 2013 19:00 Uhr | 3. Januar 2013 14:00 Uhr | Schweden E. Lindholm (6:35) F. Forsberg (9:38) S. Collberg (PS) | 3:2 n. P. (2:0, 0:1, 0:1, 0:0, 1:0) Spielbericht | Russland A. Mironow (27:32) M. Grigorenko (47:56) | Ufa-Arena, Ufa Zuschauer: 7.698 |

#### Spiel um Platz 3
| 5. Januar 2013 15:00 Uhr | 5. Januar 2013 10:00 Uhr | Kanada R. Nugent-Hopkins (6:58) J. Huberdeau (15:51) M. Scheifele (23:16) R. Murphy (32:53) B. Ritchie (50:46) | 5:6 n. V. (2:3, 2:1, 1:1, 0:1) Spielbericht | Russland A. Chochlatschow (3:31) N. Jakupow (4:56) K. Djakow (7:54) J. Moser (24:23) N. Jakupow (41:00) W. Nitschuschkin (61:35) | Ufa-Arena, Ufa Zuschauer: 7.617 |

#### Finale
| 5. Januar 2013 19:00 Uhr | 5. Januar 2013 14:00 Uhr | Schweden F. Sandberg (21:09) | 1:3 (0:0, 1:2, 0:1) Spielbericht | USA R. Grimaldi (27:42) R. Grimaldi (30:27) V. Trocheck (59:44) | Ufa-Arena, Ufa Zuschauer: 6.001 |

### Statistik

#### Beste Scorer

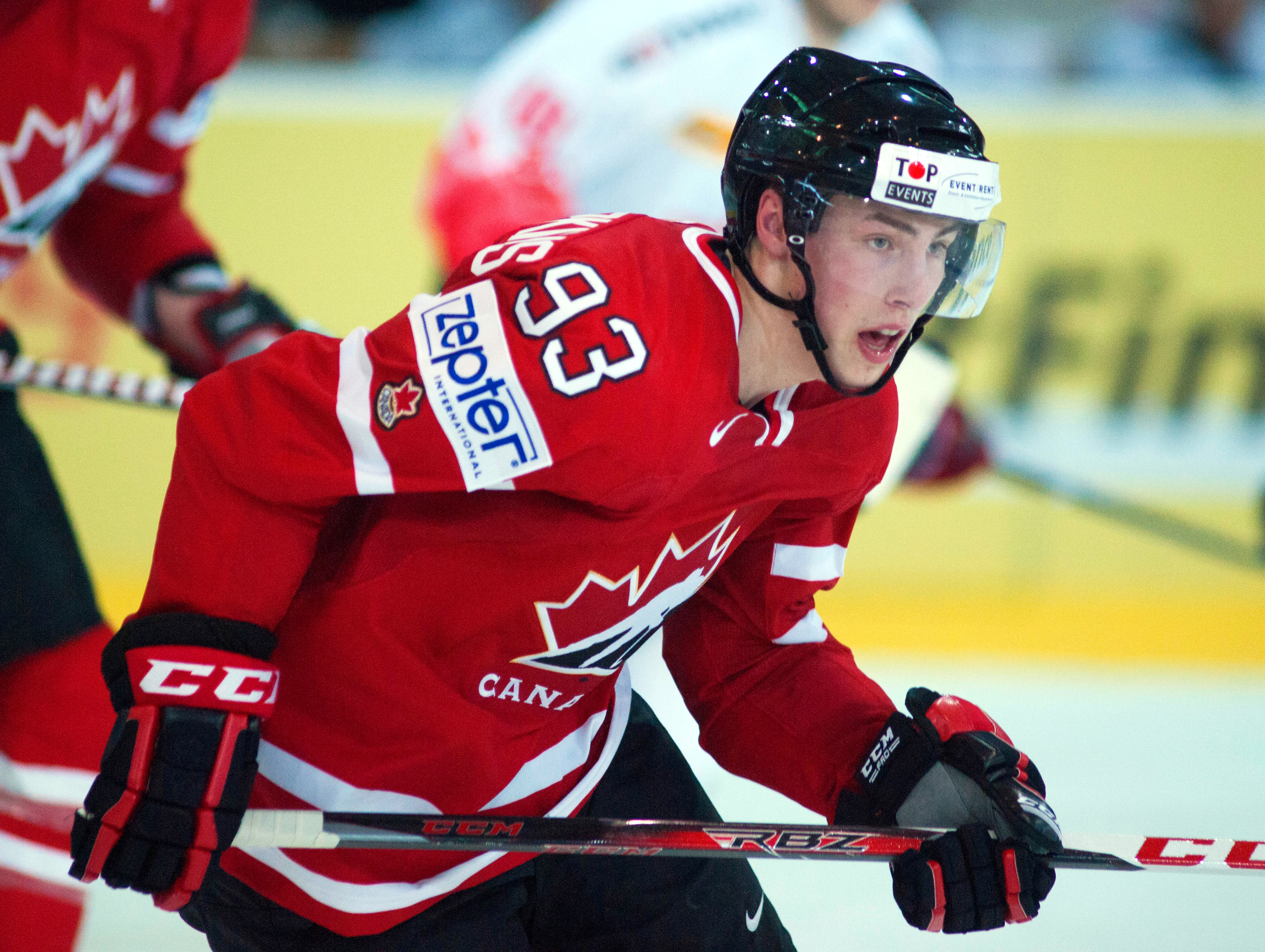
Ryan Nugent-Hopkins war der beste Scorer der U20-Junioren-Weltmeisterschaft

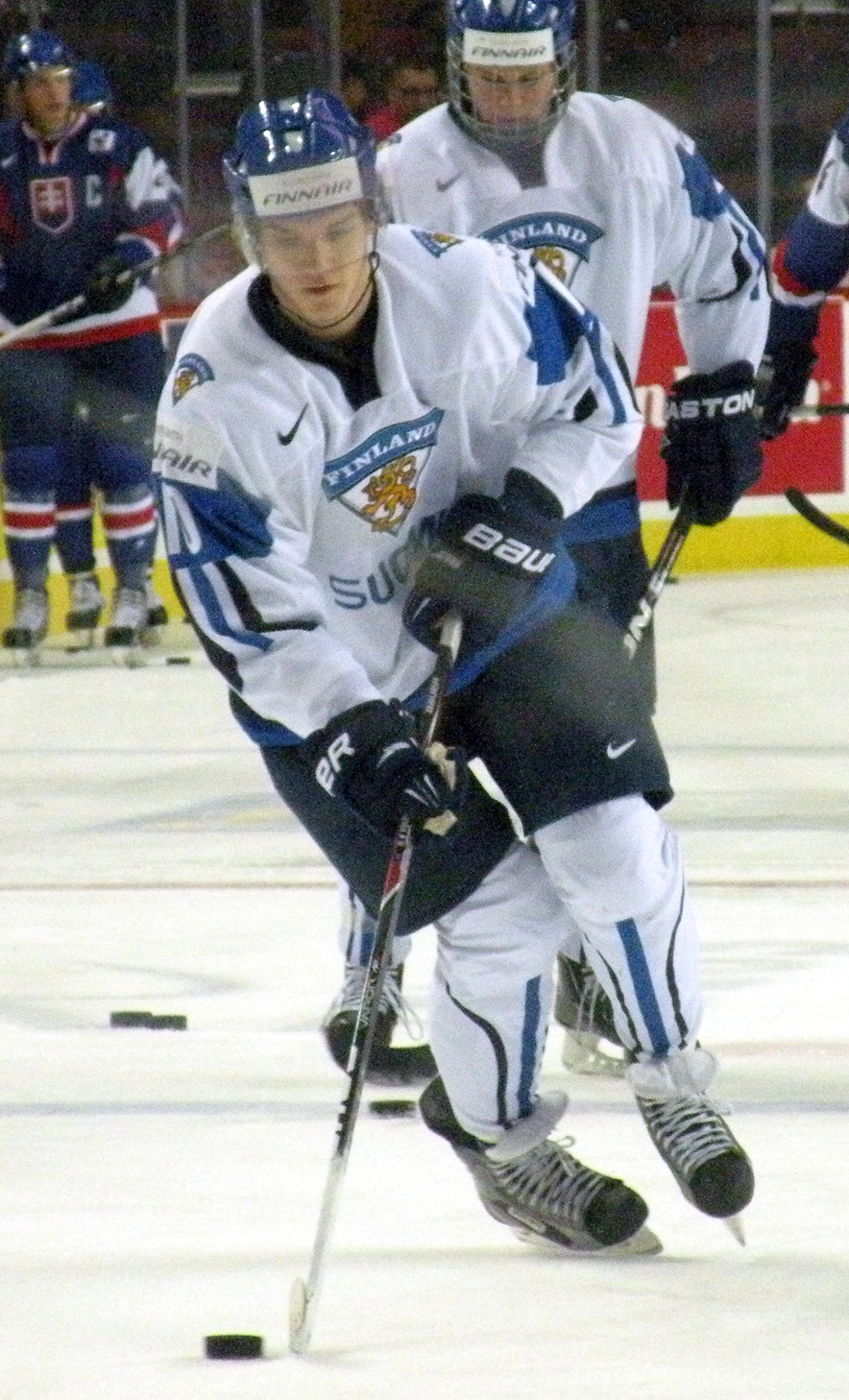
Joel Armia war Topscorer des finnischen Teams und zweitbester Scorer des Turniers

Abkürzungen: Sp = Spiele, T = Tore, V = Assists, Pkt = Punkte, SM = Strafminuten; Fett: Turnierbestwert
| Spieler             | Team     | Sp | T | V  | Pkt | SM |
| ------------------- | -------- | -- | - | -- | --- | -- |
| Ryan Nugent-Hopkins | Kanada   | 6  | 4 | 11 | 15  | 4  |
| Joel Armia          | Finnland | 6  | 6 | 6  | 12  | 12 |
| Markus Granlund     | Finnland | 6  | 5 | 7  | 12  | 4  |
| Teuvo Teräväinen    | Finnland | 6  | 5 | 6  | 11  | 2  |
| Johnny Gaudreau     | USA      | 7  | 7 | 2  | 9   | 4  |
| Marko Daňo          | Slowakei | 6  | 4 | 5  | 9   | 12 |
| Jacob Trouba        | USA      | 7  | 4 | 5  | 9   | 10 |
| Jonathan Huberdeau  | Kanada   | 6  | 3 | 6  | 9   | 4  |
| J. T. Miller        | USA      | 7  | 2 | 7  | 9   | 2  |
| Sven Andrighetto    | Schweiz  | 6  | 5 | 3  | 8   | 4  |
| Mark Scheifele      | Kanada   | 6  | 5 | 3  | 8   | 2  |

#### Beste Torhüter

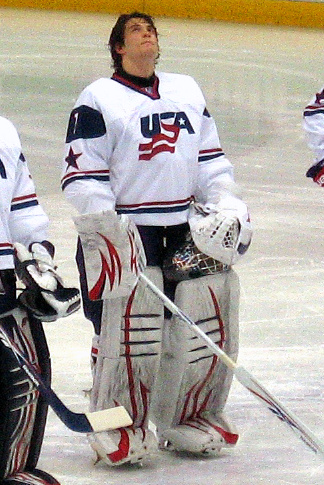
John Gibson war der statistisch beste Torhüter des Turniers

Abkürzungen: Sp = Spiele, Min = Eiszeit (in Minuten), SaT = Schüsse aufs Tor, GT = Gegentore, Sv% = gehaltene Schüsse (in %), GTS = Gegentorschnitt, SO = Shutouts; Fett: Turnierbestwert
| Spieler            | Team        | Sp | Min    | SaT | GT | Sv%   | GTS  | SO |
| ------------------ | ----------- | -- | ------ | --- | -- | ----- | ---- | -- |
| John Gibson        | USA         | 7  | 398:07 | 202 | 9  | 95,54 | 1,36 | 1  |
| Andrei Wassilewski | Russland    | 4  | 264:50 | 160 | 8  | 95,00 | 1,81 | 1  |
| Niklas Lundström   | Schweden    | 4  | 224:25 | 107 | 6  | 94,39 | 1,60 | 0  |
| Andrei Makarow     | Russland    | 3  | 180:31 | 134 | 9  | 93,28 | 2,99 | 0  |
| Melvin Nyffeler    | Schweiz     | 4  | 261:39 | 164 | 16 | 90,24 | 3,67 | 0  |
| Malcolm Subban     | Kanada      | 6  | 326:25 | 151 | 15 | 90,07 | 2,76 | 0  |
| Patrik Bartošák    | Tschechien  | 5  | 262:47 | 115 | 12 | 89,57 | 2,74 | 0  |
| Ivars Punnenovs    | Lettland    | 5  | 224:37 | 141 | 16 | 88,65 | 4,27 | 0  |
| Marvin Cüpper      | Deutschland | 5  | 301:40 | 214 | 27 | 87,38 | 5,37 | 0  |

### Abschlussplatzierungen
| Pl. | Team        |
| --- | ----------- |
| 1   | USA         |
| 2   | Schweden    |
| 3   | Russland    |
| 4   | Kanada      |
| 5   | Tschechien  |
| 6   | Schweiz     |
| 7   | Finnland    |
| 8   | Slowakei    |
| 9   | Deutschland |
| 10  | Lettland    |

### Titel, Auf- und Abstieg
| Weltmeister USA | Riley Barber, Cole Bardreau, Tyler Biggs, Alex Galchenyuk, Johnny Gaudreau, John Gibson, Jon Gillies, Shayne Gostisbehere, Rocco Grimaldi, Ryan Hartman, Seth Jones, Sean Kuraly, Mario Lucia, Jake McCabe, J. T. Miller, Connor Murphy, Blake Pietila, Mike Reilly, Patrick Sieloff, Garret Sparks, Vincent Trocheck, Jacob Trouba, Jimmy Vesey Trainerstab: Phil Housley, Mark Osiecki |

| Silber Schweden | Linus Arnesson, Viktor Arvidsson, Rasmus Bengtsson, Jeremy Boyce-Rotevall, Sebastian Collberg, Oscar Dansk, Christian Djoos, Emil Djuse, Filip Forsberg, Robert Hägg, William Karlsson, Joel Lassinantti, Elias Lindholm, Niklas Lundström, Emil Molin, Tom Nilsson, Rickard Rakell, Victor Rask, Jacob de la Rose, Filip Sandberg, Nick Sörensen, Mikael Vikstrand, Alexander Wennberg Trainerstab: Roger Rönnberg, Robert Ohlsson |

| Bronze Russland | Alexander Chochlatschow, Kirill Djakow, Jaroslaw Dyblenko, Michail Grigorenko, Nail Jakupow, Albert Jarullin, Kirill Kapustin, Pawel Koledow, Jaroslaw Kossow, Nikita Kutscherow, Andrei Makarow, Andrei Mironow, Jewgeni Moser, Nikita Nesterow, Waleri Nitschuschkin, Maxim Schalunow, Daniil Scharkow, Artjom Sergejew, Andrei Sigarjow, Anton Slepyschew, Wladimir Tkatschow, Igor Ustinski, Andrei Wassilewski Trainerstab: Michail Warnakow, Jewgeni Koreschkow |

| Absteiger in die Division IA:   | Lettland |
| Aufsteiger in die Top-Division: | Norwegen |

### Auszeichnungen
Spielertrophäen
| Auszeichnung         | Spieler             | Team   |
| -------------------- | ------------------- | ------ |
| Wertvollster Spieler | John Gibson         | USA    |
| Bester Torhüter      | John Gibson         | USA    |
| Bester Verteidiger   | Jacob Trouba        | USA    |
| Bester Stürmer       | Ryan Nugent-Hopkins | Kanada |

All-Star-Team
| Angriff:      | Ryan Nugent-Hopkins – Filip Forsberg – Johnny Gaudreau |
| Verteidigung: | Jacob Trouba – Jake McCabe                             |
| Tor:          | John Gibson                                            |

## Division I

### Gruppe A in Amiens, Frankreich
Das Turnier der Gruppe A wurde vom 9. bis 15. Dezember 2012 im französischen Amiens ausgetragen. Die Spiele fanden im 2.882 Zuschauer fassenden Coliséum statt.
| 9. Dezember 2012 12:00 Uhr (Ortszeit) | Slowenien | 0:2 (0:1, 0:1, 0:0) Spielbericht | Belarus A. Haurus (3:06) J. Lissawez (31:01) | Coliséum, Amiens Zuschauer: 223 |

| 9. Dezember 2012 15:30 Uhr | Österreich J. Bischofberger (27:08) | 1:4 (0:1, 1:1, 0:2) Spielbericht | Norwegen S. Weberg (14:34) A. Heier (24:25) M. Søberg (55:16) E. Fanøy Salo (55:55) | Coliséum, Amiens Zuschauer: 588 |

| 9. Dezember 2012 19:00 Uhr | Frankreich A. Rioux (2:24) C. di Dio Balsamo (37:18) | 2:5 (1:1, 1:2, 0:2) Spielbericht | Dänemark P. Rasmussen (6:46) M. Højbjerg (22:31) M. Højbjerg (27:10) T. Søndergaard (43:02) O. Bjorkstrand (58:43) | Coliséum, Amiens Zuschauer: 1.796 |

| 10. Dezember 2012 12:00 Uhr | Belarus R. Kalentschukou (30:46) R. Kalentschukou (45:37) | 2:0 (0:0, 1:0, 1:0) Spielbericht | Österreich | Coliséum, Amiens Zuschauer: 206 |

| 10. Dezember 2012 15:30 Uhr | Dänemark O. Bjorkstrand (19:27) O. Bjorkstrand (31:20) N. Meyer (37:24) T. Spelling (44:08) | 4:3 (1:1, 2:1, 1:1) Spielbericht | Slowenien G. Koblar (5:32) J. Podrekar (31:10) L. Kalan (52:51) | Coliséum, Amiens Zuschauer: 189 |

| 10. Dezember 2012 19:00 Uhr | Norwegen J. Karterud (19:16) A. Heier (43:35) M. Hoff (51:27) | 3:1 (1:1, 0:0, 2:0) Spielbericht | Frankreich P. Crinon (9:13) | Coliséum, Amiens Zuschauer: 1.515 |

| 12. Dezember 2012 12:00 Uhr | Dänemark S. Ehlers (9:11) N. Kisum (15:41) M. B. Hansen (19:11) S. Ehlers (22:45) M. Højbjerg (24:32) S. Ehlers (28:07) N. Meyer (31:44) O. Bjorkstrand (50:57) | 8:3 (3:1, 4:1, 1:1) Spielbericht | Österreich D. Ban (1:32) A. Cijan (38:31) C. Duller (57:29) | Coliséum, Amiens Zuschauer: 152 |

| 12. Dezember 2012 15:30 Uhr | Belarus J. Kunzewitsch (15:10) B. Sason (52:13) | 2:4 (1:2, 0:1, 1:1) Spielbericht | Norwegen A. Heier (10:25) A. Heier (15:23) J. Knutsen (36:30) J. Knutsen (59:59) | Coliséum, Amiens Zuschauer: 505 |

| 12. Dezember 2012 19:00 Uhr | Frankreich | 0:5 (0:1, 0:1, 0:3) Spielbericht | Slowenien M. Pesjak (16:44) L. Petelin (37:31) G. Koblar (46:01) N. Humar (48:48) N. Humar (58:05) | Coliséum, Amiens Zuschauer: 1.469 |

| 13. Dezember 2012 12:00 Uhr | Norwegen M. Trettenes (10:54) J. Knutsen (52:00) J. Karterud (63:23) | 3:2 n. V. (1:2, 0:0, 1:0, 1:0) Spielbericht | Dänemark P. Russell (4:26) S. Ehlers (13:25) | Coliséum, Amiens Zuschauer: 219 |

| 13. Dezember 2012 15:30 Uhr | Slowenien N. Truden (4:34) M. Pesjak (41:01) L. Kalan (59:41) G. Koblar (PS) | 4:3 n. P. (1:0, 0:3, 2:0, 0:0, 1:0) Spielbericht | Österreich P. Kreuzer (27:07) J. Bischofberger (29:42) J. Bischofberger (35:02) | Coliséum, Amiens Zuschauer: 240 |

| 13. Dezember 2012 19:00 Uhr | Belarus A. Haurus (0:25) D. Ambraschejtschyk (3:37) J. Samochin (18:58) A. Haurus (23:16) D. Dalidowitsch (25:29) D. Salamaj (28:13) I. Dunajeu (39:42) A. Haurus (46:53) I. Dunajeu (51:30) | 9:3 (3:2, 4:1, 2:0) Spielbericht | Frankreich A. Rioux (2:32) S. Barbero (6:52) A. Rioux (22:34) | Coliséum, Amiens Zuschauer: 1.514 |

| 15. Dezember 2012 12:00 Uhr | Norwegen A. Heier (5:40) I. Håland (39:54) E. Salsten (49:36) S. Weberg (51:59) J. Knutsen (55:03) | 5:1 (1:0, 1:1, 3:0) Spielbericht | Slowenien L. Kalan (39:40) | Coliséum, Amiens Zuschauer: 483 |

| 15. Dezember 2012 15:30 Uhr | Dänemark O. Bjorkstrand (59:55) | 1:4 (0:0, 0:3, 1:1) Spielbericht | Belarus A. Kalaschnikau (23:02) D. Salamaj (23:56) R. Kalentschukou (36:37) A. Haurus (42:48) | Coliséum, Amiens Zuschauer: 1.001 |

| 15. Dezember 2012 19:00 | Österreich J. Bischofberger (4:04) P. Kreuzer (7:21) P. Kreuzer (19:30) S. Fellinger (45:02) J. Bischofberger (46:24) J. Bischofberger (55:43) | 6:3 (3:2, 0:1, 3:0) Spielbericht | Frankreich A. Rioux (1:07) D. Thillet (12:27) Y. Millet (30:51) | Coliséum, Amiens Zuschauer: 2.017 |

| Pl. |            | Sp | S | OTS | OTN | N | Tore  | Punkte |
| 1.  | Norwegen   | 5  | 4 | 1   | 0   | 0 | 19:07 | 14     |
| 2.  | Belarus    | 5  | 4 | 0   | 0   | 1 | 19:08 | 12     |
| 3.  | Dänemark   | 5  | 3 | 0   | 1   | 1 | 20:15 | 10     |
| 4.  | Slowenien  | 5  | 1 | 1   | 0   | 3 | 13:14 | 5      |
| 5.  | Österreich | 5  | 1 | 0   | 1   | 3 | 13:21 | 4      |
| 6.  | Frankreich | 5  | 0 | 0   | 0   | 5 | 09:28 | 0      |

Abkürzungen: Pl. = Platz, Sp = Spiele, S = Siege, OTS = Siege nach Verlängerung (Overtime) oder Penaltyschießen, OTN = Niederlagen nach Verlängerung oder Penaltyschießen, N = Niederlagen

Erläuterungen: Aufsteiger in die Top-Division, Absteiger in die Division IB

#### Division-IA-Siegermannschaft: Norwegen
| Division-IA-Aufsteiger Norwegen | Nicolay Andresen, Emil Frøshaug, Dag Christian Frøystad, Marius Günther, Iver Håland, Andreas Heier, Magnus Hoff, Jørgen Karterud, Jonas Knutsen, Erlend Lesund, John Nicolay Næsgård, Mattias Nørstebø, Anders Pedersen, Espen Fanøy Salo, Eirik Salsten, Markus Søberg, Steffen Søberg, Andrè Sørvik, Joachim Svendsen, Mathias Trettenes, Thomas Valkvæ Olsen, Sebastian Weberg Trainer: Ørjan Løvdal |

### Gruppe B in Donezk, Ukraine
Das Turnier der Gruppe B wurde vom 10. bis 16. Dezember 2012 im ukrainischen Donezk ausgetragen. Die Spiele fanden im 4.100 Zuschauer fassenden Druschba-Sportpalast statt. Den Turniersieg sicherte sich die polnische U20-Auswahl mit einem 3:2-Erfolg über die italienische Vertretung, wobei Turnier-Topscorer Kacper Guzik alle drei Tore für Polen erzielte.
| 10. Dezember 2012 13:00 Uhr (Ortszeit) | Polen K. Guzik (0:24) F. Starzyński (11:29) K. Guzik (25:42) F. Starzyński (30:54) D. Zarotyński (35:23) D. Zarotyński (55:33) | 6:3 (2:1, 3:1, 1:1) Spielbericht | Kasachstan J. Tolepbergen (9:08) J. Sergijenko (24:49) J. Tolepbergen (48:04) | Druschba-Sportpalast, Donezk Zuschauer: 432 |

| 10. Dezember 2012 15:30 Uhr | Kroatien | 0:3 (0:0, 0:3, 0:0) Spielbericht | Italien M. Borghi (24:53) A. Frei (29:47) M. Stevan (39:14) | Druschba-Sportpalast, Donezk Zuschauer: 213 |

| 10. Dezember 2012 19:00 Uhr | Ukraine M. Martschko (23:36) W. Sacharow (PS) | 2:1 n. P. (0:0, 1:1, 0:0, 0:0, 1:0) Spielbericht | Großbritannien A. Connolly (26:28) | Druschba-Sportpalast, Donezk Zuschauer: 1.618 |

| 12. Dezember 2012 12:00 Uhr | Kasachstan A. Kuratschjow (34:35) J. Sergijenko (51:20) A. Kuratschjow (52:18) N. Michailis (57:58) A. Lichotnikow (59:29) | 5:0 (0:0, 1:0, 4:0) Spielbericht | Kroatien | Druschba-Sportpalast, Donezk Zuschauer: 341 |

| 12. Dezember 2012 15:30 Uhr | Großbritannien J. Griffin (6:18) J. Watkins (10:40) | 2:6 (2:1, 0:2, 0:3) Spielbericht | Polen K. Guzik (17:50) R. Nalewajka (24:33) A. Domogała (37:21) Ł. Nalewajka (48:19) M. Kalinowski (48:34) P. Huzarski (51:11) | Druschba-Sportpalast, Donezk Zuschauer: 234 |

| 12. Dezember 2012 19:00 Uhr | Italien M. Borghi (39:03) R. Andergassen (51:12) A. Trivellato (59:37) | 3:1 (2:1, 0:2, 0:3) Spielbericht | Ukraine M. Martschko (14:28) | Druschba-Sportpalast, Donezk Zuschauer: 1.278 |

| 13. Dezember 2012 12:00 Uhr | Großbritannien L. Ferrara (2:57) J. Musil (41:14) L. Ferrara (43:07) M. Selby (57:14) | 4:0 (1:0, 0:0, 3:0) Spielbericht | Kroatien | Druschba-Sportpalast, Donezk Zuschauer: 392 |

| 13. Dezember 2012 15:30 Uhr | Kasachstan A. Sagadejew (13:50) A. Sagadejew (48:08) | 2:1 (1:0, 0:0, 1:1) Spielbericht | Italien M. Borghi (54:23) | Druschba-Sportpalast, Donezk Zuschauer: 248 |

| 13. Dezember 2012 19:00 Uhr | Ukraine W. Kurskyj (28:18) O. Janischtschewskyj (37:49) | 2:0 (0:0, 2:0, 0:0) Spielbericht | Polen | Druschba-Sportpalast, Donezk Zuschauer: 1.310 |

| 15. Dezember 2012 12:00 Uhr | Italien M. Sulmann-Pilser (21:09) D. Elliscasis (22:39) M. Castlunger (23:50) L. Frigo (27:18) D. Maffia (54:34) D. Testori (58:17) | 6:0 (0:0, 4:0, 2:0) Spielbericht | Großbritannien | Druschba-Sportpalast, Donezk Zuschauer: 715 |

| 15. Dezember 2012 15:30 Uhr | Polen M. Pawelski (17:10) K. Guzik (19:50) K. Guzik (24:44) M. Kalinowski (34:21) A. Kostek (51:26) | 5:0 (2:0, 2:0, 1:0) Spielbericht | Kroatien | Druschba-Sportpalast, Donezk Zuschauer: 634 |

| 15. Dezember 2012 19:00 Uhr | Kasachstan D. Fissenko (32:06) K. Sawizki (PS) | 2:1 n. P. (0:0, 1:0, 0:1, 0:0, 1:0) Spielbericht | Ukraine J. Petranhowskyj (54:23) | Druschba-Sportpalast, Donezk Zuschauer: 1.794 |

| 16. Dezember 2012 11:00 Uhr | Italien R. Andergassen (12:16) M. Castlunger (34:51) | 2:3 (1:0, 1:1, 0:2) Spielbericht | Polen K. Guzik (39:34) K. Guzik (43:39) K. Guzik (57:28) | Druschba-Sportpalast, Donezk Zuschauer: 935 |

| 16. Dezember 2012 14:30 Uhr | Großbritannien A. Connolly (9:29) | 1:4 (1:2, 0:0, 0:2) Spielbericht | Kasachstan A. Lichotnikow (9:03) J. Tolepbergen (12:39) S. Koschelew (48:03) A. Lichotnikow (56:47) | Druschba-Sportpalast, Donezk Zuschauer: 614 |

| 16. Dezember 2012 18:00 Uhr | Kroatien L. Mikulić (55:31) | 1:2 (0:1, 0:0, 1:1) Spielbericht | Ukraine R. Romaschtschenko (1:23) W. Kurskyj (53:57) | Druschba-Sportpalast, Donezk Zuschauer: 1.971 |

| Pl. |                | Sp | S | OTS | OTN | N | Tore  | Punkte |
| 1.  | Polen          | 5  | 4 | 0   | 0   | 1 | 20:09 | 12     |
| 2.  | Kasachstan     | 5  | 3 | 1   | 0   | 1 | 16:09 | 11     |
| 3.  | Italien        | 5  | 3 | 0   | 0   | 2 | 15:06 | 9      |
| 4.  | Ukraine        | 5  | 2 | 1   | 1   | 1 | 08:07 | 9      |
| 5.  | Großbritannien | 5  | 1 | 0   | 1   | 3 | 08:18 | 4      |
| 6.  | Kroatien       | 5  | 0 | 0   | 0   | 5 | 01:19 | 0      |

Abkürzungen: Pl. = Platz, Sp = Spiele, S = Siege, OTS = Siege nach Verlängerung (Overtime) oder Penaltyschießen, OTN = Niederlagen nach Verlängerung oder Penaltyschießen, N = Niederlagen

Erläuterungen: Aufsteiger in die Division IA, Absteiger in die Division IIA

#### Division-IB-Siegermannschaft: Polen
| Division-IB-Aufsteiger Polen | Łukasz Bułanowski, Adam Domogała, Dariusz Gaczoł, Jakub Gimiński, Kacper Guzik, Piotr Huzarski, Michał Kalinowski, Marcin Kołodziej, Arkadiusz Kostek, Dawid Majoch, Patryk Malicki, Łukasz Nalewajka, Radosław Nalewajka, Martin Pawelski, Mateusz Skrabalak, Filip Starzyński, Jakub Stasiewicz, Filip Stopiński, Karol Szaniawski, Łukasz Sznotala, David Zabolotny, Damian Zarotyński Trainer: Andrei Parfjonow |

### Auf- und Abstieg
| Absteiger in die Division IA:   | Lettland   |
| Aufsteiger in die Top-Division: | Norwegen   |
| Absteiger in die Division IB:   | Frankreich |
| Aufsteiger in die Division IA:  | Polen      |
| Absteiger in die Division IIA:  | Kroatien   |
| Aufsteiger in die Division IB:  | Japan      |

## Division II

### Gruppe A in Brașov, Rumänien
Das Turnier der Gruppe A wurde vom 9. bis 15. Dezember 2012 im rumänischen Brașov ausgetragen. Die Spiele fanden im 1.584 Zuschauer fassenden Patinoarul Olimpic statt.
| 9. Dezember 2012 13:00 Uhr (Ortszeit) | Litauen D. Bogdziul (50:07) | 1:2 (0:1, 0:0, 1:1) Spielbericht | Niederlande T. Ras (19:58) R. de Hondt (53:02) | Patinoarul Olimpic, Brașov Zuschauer: 50 |

| 9. Dezember 2012 16:30 Uhr | Ungarn K. Nagy (05:37) T. Sárpátki (35:56) | 2:7 (1:1, 1:0, 0:6) Spielbericht | Japan K. Ōtsu (4:00) S. Tateda (47:04) Y. Ōsawa (49:32) Y. Ōsawa (52:20) S. Nakajima (54:20) R. Sarashiya (57:10) K. Sarashiya (58:16) | Patinoarul Olimpic, Brașov Zuschauer: 200 |

| 9. Dezember 2012 20:00 Uhr | Rumänien H. Marton (6:12) M. Bíró (24:33) H. Bors (44:44) D. Hodos (56:06) R. Gliga (59:18) Zo. Molnar (59:56) | 6:3 (1:1, 1:1, 4:1) Spielbericht | Spanien P. Fuentes (7:18) D. Alvarez (37:36) C. Quevedo (44:16) | Patinoarul Olimpic, Brașov Zuschauer: 450 |

| 10. Dezember 2012 13:00 Uhr | Litauen E. Protčenko (23:39) | 1:3 (0:2, 1:1, 0:0) Spielbericht | Ungarn D. Szabó (5:51) S. Hamvai (11:22) Z. Fliszár (37:46) | Patinoarul Olimpic, Brașov Zuschauer: 50 |

| 10. Dezember 2012 16:30 Uhr | Japan S. Nakajima (0:52) T. Ishikawa (5:48) K. Ōtsu (23:03) H. Satō (25:07) Y. Ōsawa (31:19) Y. Yokoyama (35:33) | 6:1 (2:1, 4:0, 0:0) Spielbericht | Spanien P. Puyuelo (0:27) | Patinoarul Olimpic, Brașov Zuschauer: 50 |

| 10. Dezember 2012 20:00 Uhr | Niederlande D. Stempher (16:35) D. Stempher (41:17) D. Stempher (47:59) T. Marx (57:02) | 4:5 (1:4, 0:1, 3:0) Spielbericht | Rumänien S. Hildebrand (7:00) D. Tranca (10:56) G. Bíró (17:15) A. Salló (18:05) D. Dumitru (37:37) | Patinoarul Olimpic, Brașov Zuschauer: 300 |

| 12. Dezember 2012 13:00 Uhr | Ungarn G. Toth (4:13) G. Toth (26:48) K. Nagy (32:33) G. Toth (38:38) K. Nagy (56:54) F. Focsis (58:01) | 6:2 (1:1, 3:0, 2:1) Spielbericht | Spanien C. Quevedo (17:22) P. Fuentes (59:36) | Patinoarul Olimpic, Brașov Zuschauer: 30 |

| 12. Dezember 2012 16:30 Uhr | Japan K. Sarashiya (29:25) M. Furuhashi (30:34) Y. Ōsawa (38:56) M. Furuhashi (39:38) K. Takagi (46:28) H. Satō (51:46) T. Ishikawa (56:12) K. Ōsawa (59:03) | 8:1 (0:1, 4:0, 4:0) Spielbericht | Niederlande F. van Lieshout (8:13) | Patinoarul Olimpic, Brașov Zuschauer: 50 |

| 12. Dezember 2012 20:00 Uhr | Litauen L. Vėželis (3:25) A. Fiščevas (32:59) I. Četvertak (34:39) | 3:5 (1:1, 2:1, 0:3) Spielbericht | Rumänien G. Bíró (14:37) H. Bors (24:10) R. Gliga (40:21) Z. Molnar (54:38) M. Bíró (59:19) | Patinoarul Olimpic, Brașov Zuschauer: 400 |

| 13. Dezember 2012 13:00 Uhr | Niederlande T. Ras (3:42) J. Knoren (12:11) D. Stempher (25:22) T. Ras (46:07) D. Stempher (46:41) | 5:6 n. V. (2:1, 1:2, 2:2, 0:1) Spielbericht | Ungarn C. Erdély (18:30) T. Sárpátki (25:29) L. Ritó (32:58) D. Szabó (42:36) K. Nagy (47:17) T. Sárpátki (61:33) | Patinoarul Olimpic, Brașov Zuschauer: 30 |

| 13. Dezember 2012 16:30 Uhr | Spanien I. Solórzano (19:03) C. Rivero (56:46) J. Burgos (57:31) | 3:6 (1:3, 0:2, 2:1) Spielbericht | Litauen I. Četvertak (5:03) A. Fiščevas (11:51) D. Bogdziul (13:07) I. Četvertak (32:21) A. Fiščevas (27:04) K. Falkas (56:03) | Patinoarul Olimpic, Brașov Zuschauer: 70 |

| 13. Dezember 2012 20:00 Uhr | Rumänien D. Dumitru (28:53) | 1:4 (0:1, 1:0, 0:3) Spielbericht | Japan Y. Yokoyama (15:36) S. Nakajima (43:26) K. Sarashiya (48:53) H. Satō (53:45) | Patinoarul Olimpic, Brașov Zuschauer: 500 |

| 15. Dezember 2012 13:00 Uhr | Japan J. Hashimoto (19:44) S. Nakajima (26:40) K. Sarashiya (29:28) K. Takagi (45:51) Y. Ōsawa (58:51) T. Kanemura (59:44) | 6:3 (1:1, 2:1, 3:1) Spielbericht | Litauen A. Bendžius (12:01) I. Četvertak (39:13) D. Bogdziul (41:58) | Patinoarul Olimpic, Brașov Zuschauer: 40 |

| 15. Dezember 2012 16:30 Uhr | Spanien A. Ubieto (23:34) I. Solórzano (27:03) P. Fuentes (51:16) | 3:5 (0:3, 2:1, 1:1) Spielbericht | Niederlande D. Stempher (3:24) R. de Hondt (9:26) R. de Hondt (14:15) T. Ras (27:44) R. de Hondt (45:13) | Patinoarul Olimpic, Brașov Zuschauer: 50 |

| 15. Dezember 2012 20:00 Uhr | Ungarn K. Nagy (4:40) T. Sárpátki (9:13) P. Vincze (19:44) L. Rito (26:29) C. Erdély (42:15) | 5:1 (3:0, 1:1, 1:0) Spielbericht | Rumänien D. Tranca (34:32) | Patinoarul Olimpic, Brașov Zuschauer: 500 |

| Pl. |             | Sp | S | OTS | OTN | N | Tore  | Punkte |
| 1.  | Japan       | 5  | 5 | 0   | 0   | 0 | 31:08 | 15     |
| 2.  | Ungarn      | 5  | 3 | 1   | 0   | 1 | 22:16 | 11     |
| 3.  | Rumänien    | 5  | 3 | 0   | 0   | 2 | 18:19 | 9      |
| 4.  | Niederlande | 5  | 2 | 0   | 1   | 2 | 17:23 | 7      |
| 5.  | Litauen     | 5  | 1 | 0   | 0   | 4 | 14:19 | 3      |
| 6.  | Spanien     | 5  | 0 | 0   | 0   | 5 | 12:29 | 0      |

Abkürzungen: Pl. = Platz, Sp = Spiele, S = Siege, OTS = Siege nach Verlängerung (Overtime) oder Penaltyschießen, OTN = Niederlagen nach Verlängerung oder Penaltyschießen, N = Niederlagen

Erläuterungen: Aufsteiger in die Division IB, Absteiger in die Division IIB

### Gruppe B in Belgrad, Serbien
Das Turnier der Gruppe B wird vom 12. bis 18. Januar 2013 im serbischen Belgrad ausgetragen. Die Spiele finden in der 2.000 Zuschauer fassenden Ledena dvorana Pionir statt.
| 12. Januar 2013 13:00 Uhr (Ortszeit) | Island | 4:2 (1:0, 2:1, 1:1) Spielbericht | Belgien | Ledena dvorana Pionir, Belgrad Zuschauer: 50 |

| 12. Januar 2013 16:30 Uhr | Estland | 8:0 (3:0, 4:0, 1:0) Spielbericht | Australien | Ledena dvorana Pionir, Belgrad Zuschauer: 50 |

| 12. Januar 2013 20:30 Uhr | Serbien | 2:4 (1:1, 1:2, 0:1) Spielbericht | Südkorea | Ledena dvorana Pionir, Belgrad Zuschauer: 1.500 |

| 13. Januar 2013 13:00 Uhr | Australien | 3:5 (0:2, 1:3, 2:0) Spielbericht | Island | Ledena dvorana Pionir, Belgrad Zuschauer: 35 |

| 13. Januar 2013 16:30 Uhr | Südkorea | 6:2 (1:1, 1:0, 4:1) Spielbericht | Belgien | Ledena dvorana Pionir, Belgrad Zuschauer: 50 |

| 13. Januar 2013 20:00 Uhr | Estland | 9:0 (3:0, 2:0, 4:0) Spielbericht | Serbien | Ledena dvorana Pionir, Belgrad Zuschauer: 600 |

| 15. Januar 2013 13:00 Uhr | Südkorea | 5:1 (2:0, 0:1, 3:0) Spielbericht | Australien | Ledena dvorana Pionir, Belgrad Zuschauer: 75 |

| 15. Januar 2013 16:30 Uhr | Estland | 12:1 (3:1, 2:0, 7:0) Spielbericht | Island | Ledena dvorana Pionir, Belgrad Zuschauer: 50 |

| 15. Januar 2013 20:00 Uhr | Serbien | 7:4 (1:1, 4:1, 2:2) Spielbericht | Belgien | Ledena dvorana Pionir, Belgrad Zuschauer: 1.000 |

| 17. Januar 2013 13:00 Uhr | Belgien | 2:25 (0:4, 1:10, 1:11) Spielbericht | Estland | Ledena dvorana Pionir, Belgrad Zuschauer: 50 |

| 17. Januar 2013 16:30 Uhr | Island | 1:5 (1:2, 0:2, 0:1) Spielbericht | Südkorea | Ledena dvorana Pionir, Belgrad Zuschauer: 47 |

| 17. Januar 2013 20:00 Uhr | Australien | 3:1 (0:0, 2:0, 1:1) Spielbericht | Serbien | Ledena dvorana Pionir, Belgrad Zuschauer: 700 |

| 18. Januar 2013 13:00 Uhr | Südkorea | 3:8 (0:4, 2:2, 1:2) Spielbericht | Estland | Ledena dvorana Pionir, Belgrad Zuschauer: 63 |

| 18. Januar 2013 16:30 Uhr | Belgien | 3:5 (1:1, 0:2, 2:2) Spielbericht | Australien | Ledena dvorana Pionir, Belgrad Zuschauer: 50 |

| 18. Januar 2013 20:00 Uhr | Serbien | 7:1 (1:0, 4:1, 2:0) Spielbericht | Island | Ledena dvorana Pionir, Belgrad Zuschauer: 996 |

| Pl. |            | Sp | S | OTS | OTN | N | Tore  | Punkte |
| 1.  | Estland    | 5  | 5 | 0   | 0   | 0 | 62:06 | 15     |
| 2.  | Südkorea   | 5  | 4 | 0   | 0   | 1 | 23:14 | 12     |
| 3.  | Serbien    | 5  | 2 | 0   | 0   | 3 | 17:21 | 6      |
| 4.  | Australien | 5  | 2 | 0   | 0   | 3 | 12:22 | 6      |
| 5.  | Island     | 5  | 2 | 0   | 0   | 3 | 12:29 | 6      |
| 6.  | Belgien    | 5  | 0 | 0   | 0   | 5 | 13:47 | 0      |

Abkürzungen: Pl. = Platz, Sp = Spiele, S = Siege, OTS = Siege nach Verlängerung (Overtime) oder Penaltyschießen, OTN = Niederlagen nach Verlängerung oder Penaltyschießen, N = Niederlagen

Erläuterungen: Aufsteiger in die Division IIA, Absteiger in die Division III

### Auf- und Abstieg
| Absteiger in die Division IIA:  | Kroatien            |
| Aufsteiger in die Division IB:  | Japan               |
| Absteiger in die Division IIB:  | Spanien             |
| Aufsteiger in die Division IIA: | Estland             |
| Absteiger in die Division III:  | Belgien             |
| Aufsteiger in die Division IIB: | Volksrepublik China |

## Division III
Das Turnier der Division III wurde vom 14. bis 20. Januar 2013 im bulgarischen Sofia ausgetragen. Die Spiele fanden im 4.600 Zuschauer fassenden Wintersportpalast Sofia statt. Erstmals nahm eine U20-Vertretung der Vereinigten Arabischen Emirate an einer Weltmeisterschaft teil. Da diese aber nur mit 13 Feldspielern und zwei Torhütern zum Turnier anreiste, wurden die Spiele der Mannschaft als Freundschaftsspiele ausgetragen und mit 0:5 für die Abschlusstabelle gewertet.
| 14. Januar 2013 13:00 Uhr (Ortszeit) | Volksrepublik China | 7:3 (3:2, 4:0, 0:1) Spielbericht | Türkei | Wintersportpalast, Sofia Zuschauer: 156 |

| 14. Januar 2013 16:30 Uhr | Neuseeland | 1:0 (1:0, 0:0, 0:0) Spielbericht | Mexiko | Wintersportpalast, Sofia Zuschauer: 115 |

| 14. Januar 2013 20:00 Uhr | Vereinigte Arabische Emirate | 0:5 (Wertung) | Bulgarien | Wintersportpalast, Sofia |

| 15. Januar 2013 13:00 Uhr | Volksrepublik China | 4:1 (3:0, 0:1, 1:0) Spielbericht | Neuseeland | Wintersportpalast, Sofia Zuschauer: 147 |

| 15. Januar 2013 16:30 Uhr | Türkei | 5:0 (Wertung) | Vereinigte Arabische Emirate | Wintersportpalast, Sofia |

| 15. Januar 2013 20:00 Uhr | Mexiko | 1:3 (0:0, 1:1, 0:2) Spielbericht | Bulgarien | Wintersportpalast, Sofia Zuschauer: 1.115 |

| 17. Januar 2013 13:00 Uhr | Mexiko | 11:2 (3:1, 2:1, 6:0) Spielbericht | Türkei | Wintersportpalast, Sofia Zuschauer: 115 |

| 17. Januar 2013 16:30 Uhr | Volksrepublik China | 5:0 (Wertung) | Vereinigte Arabische Emirate | Wintersportpalast, Sofia |

| 17. Januar 2013 20:00 Uhr | Neuseeland | 0:6 (0:0, 0:3, 0:3) Spielbericht | Bulgarien | Wintersportpalast, Sofia Zuschauer: 1.320 |

| 18. Januar 2013 13:00 Uhr | Vereinigte Arabische Emirate | 0:5 (Wertung) | Mexiko | Wintersportpalast, Sofia |

| 18. Januar 2013 16:30 Uhr | Türkei | 2:6 (1:2, 1:2, 0:2) Spielbericht | Neuseeland | Wintersportpalast, Sofia Zuschauer: 121 |

| 18. Januar 2013 20:00 Uhr | Bulgarien | 1:10 (0:6, 1:2, 0:2) Spielbericht | Volksrepublik China | Wintersportpalast, Sofia Zuschauer: 2.010 |

| 20. Januar 2013 13:00 Uhr | Neuseeland | 5:0 (Wertung) | Vereinigte Arabische Emirate | Wintersportpalast, Sofia |

| 20. Januar 2013 16:30 Uhr | Bulgarien | 4:3 (2:1, 1:1, 1:1) Spielbericht | Türkei | Wintersportpalast, Sofia Zuschauer: 1.735 |

| 20. Januar 2013 20:00 Uhr | Mexiko | 1:6 (0:3, 1:2, 0:1) Spielbericht | Volksrepublik China | Wintersportpalast, Sofia Zuschauer: 235 |

| Pl. |                              | Sp | S | OTS | OTN | N | Tore  | Punkte |
| 1.  | Volksrepublik China          | 5  | 5 | 0   | 0   | 0 | 32:06 | 15     |
| 2.  | Bulgarien                    | 5  | 4 | 0   | 0   | 1 | 19:14 | 12     |
| 3.  | Neuseeland                   | 5  | 3 | 0   | 0   | 2 | 13:12 | 9      |
| 4.  | Mexiko                       | 5  | 2 | 0   | 0   | 3 | 18:12 | 6      |
| 5.  | Türkei                       | 5  | 1 | 0   | 0   | 4 | 19:24 | 3      |
| 6.  | Vereinigte Arabische Emirate | 5  | 0 | 0   | 0   | 5 | 00:25 | 0      |

Abkürzungen: Pl. = Platz, Sp = Spiele, S = Siege, OTS = Siege nach Verlängerung (Overtime) oder Penaltyschießen, OTN = Niederlagen nach Verlängerung oder Penaltyschießen, N = Niederlagen

Erläuterungen: Aufsteiger in die Division IIB

### Auf- und Abstieg
| Absteiger in die Division III:  | Belgien             |
| Aufsteiger in die Division IIB: | Volksrepublik China |